# Marja Lehto
Marja Lehto (* 20. März 1959) ist eine finnische Diplomatin. Sie war von 2009 bis 2015 die finnische Botschafterin in Luxemburg.

## Ausbildung
1984 absolvierte Marja Lehto die Universität Helsinki mit dem Abschluss Master of Laws. Einen Master der Politikwissenschaft erhielt sie dort 1989. An der Universität Lappland in Rovaniemi promovierte sie 2008 in Rechtswissenschaft.

## Diplomatischer Werdegang
1985 trat sie in das finnische Außenministerium ein, zuerst in die Abteilung für Internationales Recht, dann in die Entwicklungsabteilung. Von 1986 bis 1987 arbeitete sie in der finnischen Botschaft in Paris, wobei sie zwischenzeitlich 1987 in Finnland im Außenministerium in der Abteilung für den Ostblock tätig war, ehe sie noch im selben Jahr als Erste Sekretärin an die Pariser Botschaft zurückkehrte. Von 1991 bis 1992 war sie im Außenministerium Staatssekretärin in der Abteilung für Vertragswesen, von 1992 bis 1995 dort Botschaftsrätin und Erste Sekretärin in der Abteilung für Internationales Recht. Von 1995 bis 2000 hatte sie eine Stelle an der Ständigen Vertretung Finnlands bei den Vereinten Nationen.
Von 2000 bis 2009 leitete sie die Abteilung für Internationales Recht im finnischen Außenministerium. In dieser Zeit war sie die finnische Gesandte bei der 2002 erfolgten Ratifizierung des Römischen Statutes des Internationalen Strafgerichtshofes und von 2005 bis 2006 Vorsitzende des Expertenkomitees des Europarates zur Terrorismusbekämpfung (CODEXTER). Während der finnischen Ratspräsidentschaft in der Europäischen Union 2006 war sie Vorsitzende der Arbeitsgruppe für territoriale Zusammenarbeit (COTER) und der Generaldirektion Außenbeziehungen (RELEX).
Am 1. September 2009 wurde Marja Lehto als Nachfolgerin von Tarja Laitiainen, die von der Botschaft in Luxemburg zur Botschaft in Bulgarien wechselte, zur finnischen Botschafterin in Luxemburg ernannt. Die finnische Botschaft in Luxemburg wurde am 31. August 2015 geschlossen. Zuständig für Luxemburg ist seitdem die finnische Botschaft in Brüssel.
Sie ist verheiratet und hat ein Kind.

## Veröffentlichungen (Auswahl)
- Indirect Responsibility for Terrorist Acts. Redefinition of the Concept of Terrorism Beyond Violent Acts. Martinus Nijhoff Publishers, Leiden 2010, ISBN 978-9004-17807-6.